# Franz Kranewitter

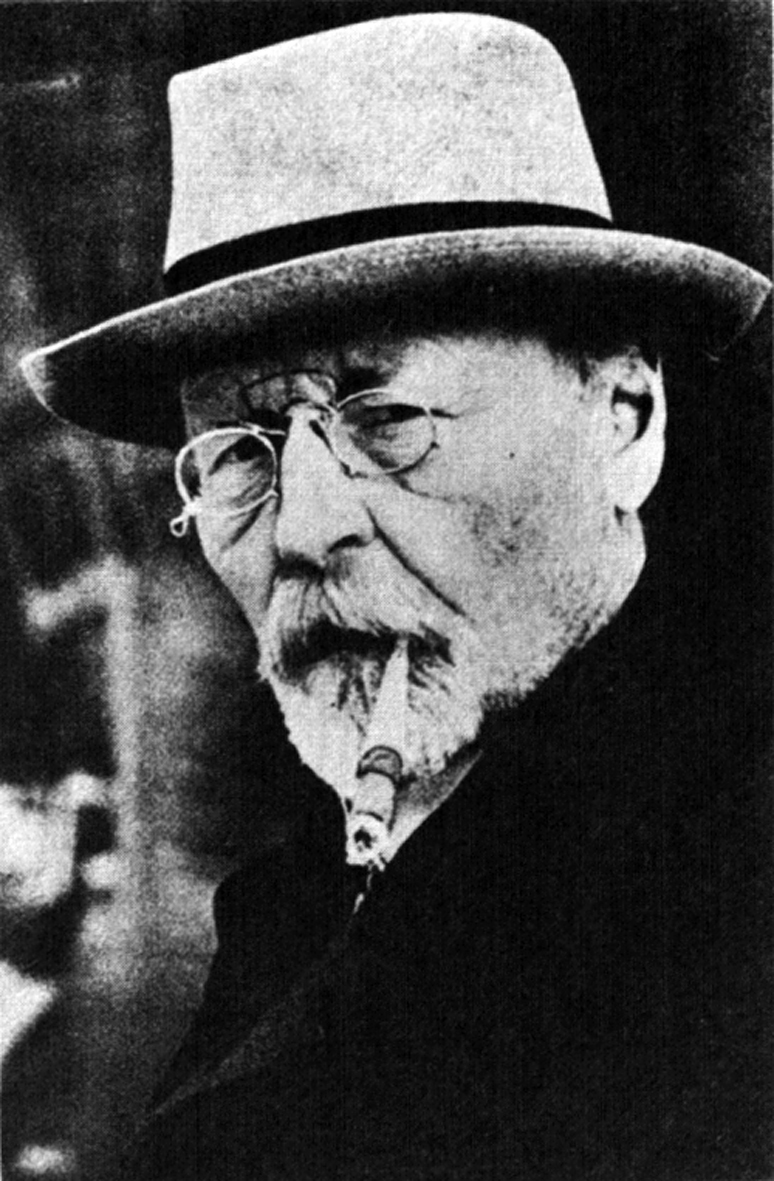
Franz Kranewitter (um 1930)

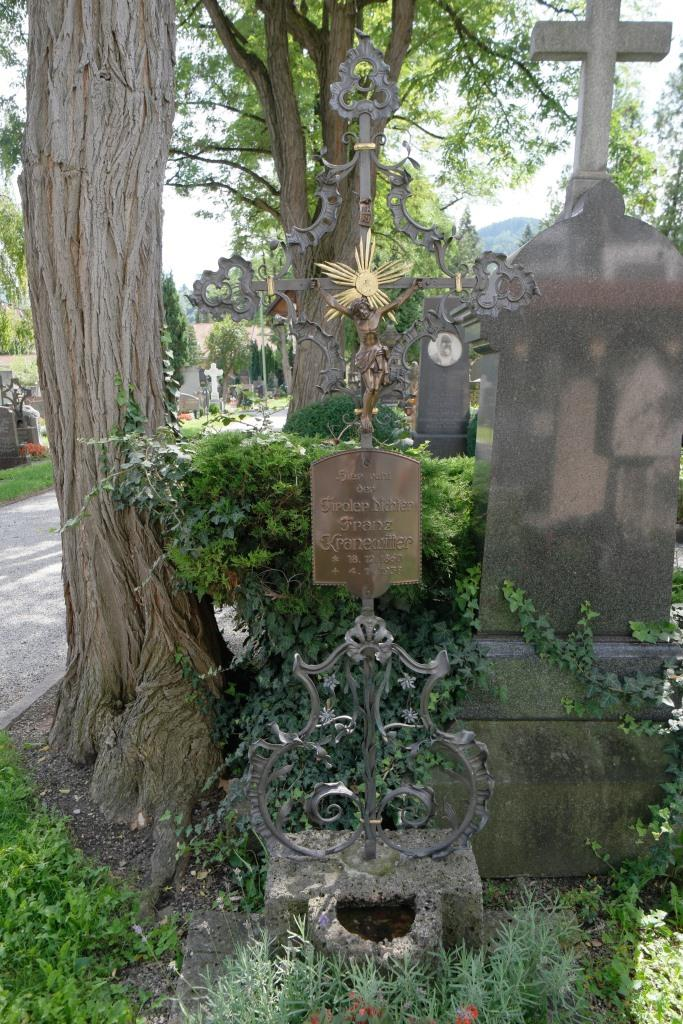
Grab von Franz Kranewitter auf dem Westfriedhof Innsbruck

Franz Kranewitter (* 18. Dezember 1860 in Nassereith (Tirol); † 4. Januar 1938 ebenda) war ein österreichischer Dramatiker.

## Leben
Franz Kranewitter, Sohn eines Bauern und Zolleinnehmers in Nassereith, ging bei den Franziskanern in Hall in Tirol zur Schule. 1875 zog er nach Innsbruck, um Germanistik zu studieren. Während dieser Zeit schrieb er seine ersten Gedichte.
Sein erstes Drama, Um Haus und Hof, erschien 1895. Von 1905 bis 1925 verfasste er seinen großen Dramenzyklus Die sieben Todsünden, eine detaillierte Aufzeichnung todbringender Redeweisen und Verhaltensnormen in einer topographisch wie mental verschlossenen Dorfgemeinschaft. Zwei seiner Dramen, beide 1899 entstanden, widmete der heimatverbundene Autor, welcher zu den „Stürmern und Drängern“ Jungtirols am Beginn des 20. Jahrhunderts zählte, der Tiroler Vergangenheit: Michel Gaißmayr und Andreas Hofer. Sein komödiantisches Talent stellte Kranewitter unter Beweis mit Stücken wie Die Teufelsbraut.
Im Sommer 1937 wurde Kranewitter von einer Darmkrankheit befallen, zu der in den letzten Lebenstagen eine Lungenentzündung kam. Der Leichnam des Verstorbenen, Ehrenringträger der Stadt Innsbruck, wurde am 7. Jänner 1938 in einem städtischen Ehrengrab am Westfriedhof (Feld P/25) zur letzten Ruhe getragen.

## Werke
- Lyrische Fresken. Gedichte. 1888
- Kulturkampf. Epos. 1890
- Um Haus und Hof. Volksstück. 1895
- Michel Gaißmayr. Tragödie. 1899
- Andreas Hofer. Schauspiel. 1902
- Wieland der Schmied. Schauspiel. 1904
- Die sieben Todsünden. Dramenzyklus. 1905–1925
- Die Teufelsbraut. Komödie. 1911
- Die Liebesmahleln. Komödie. 1918
- Die Jungfernprefektin. Roman. 1918
- Um Haus und Hof. Komödie. 1918
- Bruder Ubaldus. Tragödie. 1919
- Das Eßkörbl. Komödie. 1919
- Emle. Schauspiel. 1922

Online
- Gesammelte Werke. Herausgegeben von der Adolf-Pichler-Gemeinde in Innsbruck. Verlag „Das Bergland-Buch“, Graz/Wien/Leipzig/Berlin (u. a.) 1933. (Online bei ALO).